# Sara Louisa Oberholtzer
Sara Louisa Oberholtzer (ur. 20 maja 1841, Uwchlan Township, Pensylwania, zm. 2 lutego 1930) – amerykańska działaczka społeczna, pisarka i poetka.

## Życiorys
Sara Louisa Oberholtzer urodziła się jako Sara Louisa Vickers w rodzinie kwakierskiej. Uczyła się we Friends Boarding School i w Millersville Normal, pobierając również nauki u prywatnych pedagogów. Jako działaczka społeczna występowała, zgodnie z tradycją kwakrów, przeciwko niewolnictwu i zabierała głos w sprawach równouprawnienia kobiet oraz powszechnej edukacji dzieci i młodzieży. Uczestniczyła w życiu kulturalnym Stanów Zjednoczonych, korespondując ze znanymi pisarzami, między innymi z Johnem Greenleafem Whittierem i Henrym Wadsworthem Longfellowem. W 1862 poślubiła młynarza Johna Oberholtzera. Zawód męża pozostawił zresztą ślad w jej twórczości. Dużo uwagi poświęciła organizowaniu systemu szkolnych kas oszczędności. Występowała na mityngach organizacji kobiecych, biorąc udział między innymi w National Council of Women w Waszyngtonie w 1890 roku i World's Congress of Women w Chicago w 1893 roku, jak również na kongresie w szwajcarskiej Genewie w roku 1903.

## Twórczość
Sara Louisa Oberholtzer oprócz działalności społecznej zajmowała się twórczością literacką. Opublikowała pięć tomów poetyckich i jedną powieść. Wydała między innymi zbiory Violet Lee and Other Poems (1872), Come for Arbutus (1882), Hope’s Heart Bells, a story of Quaker life (1884), Daisies of Verse (1886) i Souvenirs of Occasions (1892). Do wielu jej utworów skomponowana została muzyka, a one znalazły się w śpiewnikach. Sara Louisa Oberholtzer preferowała proste formy wersyfikacyjne, jak dystych, spożytkowany w utworze The Human Riddle ze zbioru Daisies of verse, tercet monorymowy, użyty w wierszu March z tomu Violet Lee, and Other Poems, zwrotka czterowersowa, zastosowana w wierszu The Spring-Time z tego samego zbiorku i sześciowersowa, wykorzystana choćby w utworze Exotics z tomiku Daisies of verse. Niekiedy jednak sięgała po bardziej elitarne formaty wiersza, jak jambiczny siedmiostopowiec, zastosowany w wierszu Lines. Addressed to John. G. Whittier on the Death of His Friend Charles Sumner. Niekiedy posługiwała się aliteracją, jak w wierszu By the Sea z tomiku Violet Lee, and Other Poems: I sit by the sea, and it seems to me/The waves stay out so long;/I sit by the sea, and I seem to see/Their crests grow firm and strong. Do jej najbardziej znanych wierszy należy Come for Arbutus. Przejmująca jest też elegia poświęcona dwustu siedemdziesięciu jeden ofiarom pożaru teatru brooklińskiego (In Memory of the Two Hundred and Seventy-One. Burned in Brooklyn Theatre, December 5, 1876). Wyrazem emancypacyjnych poglądów autorki jest wiersz Woman's sphere, co można przełożyć jako Powołanie kobiety:
And is it woman's sphere, indeed!
To wash and stew, to cook and knead,
To ever hungry people feed,
To sow and gather garden-seed,
And never know a single need
Above a family's endless greed?